# 西風満紀子
西風 満紀子（にしかぜ まきこ、1968年 - ）は、日本の現代音楽作曲家。和歌山県生まれ。

## 略歴
愛知県立芸術大学を卒業の後、ミルス・カレッジでアルヴィン・カランに師事する。カランの薦めでヴァルター・ツィンマーマンを紹介され、ベルリン芸術大学でツィンマーマンに師事する。ヌーボー・アンサンブル・モデルン主催国際作曲フォーラム入選、アカデミー・シュロース・ソリチュードのアーティスト・イン・レジデンス、ニーダーザクセン州のアーティスト・イン・レジデンスとしてシュライヤーン、またヴォルプスヴェーデに滞在する。2007年はベルリン芸術賞の奨励賞を受賞した。
2006年には、現代音楽のフェスティバルMaerzMusikで音楽劇M.M.を上演、2007年ドナウエッシンゲン音楽祭で高橋アキのピアノと南西ドイツ放送交響楽団のための新曲を初演。2003年に関東学院大学、同志社女子大学で講演。2007年から2009年まで和歌山大学教育学部の専任講師・准教授。現在は再びベルリンを拠点に活動中。

## 作風
デビュー作となった「六重奏 - 俳句」においても、音色の差異を聴きつづける態度が備わっていたが、現在では「よりよく聴くこと」をテーマに据えた活動を行っている。自作自演によるピアノ演奏も1曲1時間という長い持続の中で、様々な音色を「置いて」ゆく。また楽器以外のものを使ったパフォーマンス活動も行っており、単なる音響芸術の域にとらわれない表現技法を追究している。

### 作品
- aqua.piano.aerial - ピアノ独奏のための作品。約60分[7]。音量を押さえた静謐さと細やかさが特徴。本人が演奏している。
- pianopera I & II - ピアノ独奏のための作品。タイトルにあるオペラには、聴き手がそれぞれのオペラ（作品という意味）を音の記憶として創りあげていくことができれば、という願いがこめられている。ジョン・マッカルパインが演奏している[8]。